# エキュメニズム
エキュメニズムまたはエキュメニカル運動（エキュメニカルうんどう、英: Ecumenism, Ecumenical movement）は、独立したキリスト教の諸教派を一致させようとする運動を指す語である。また、キリスト教相互のみならず、より幅広くキリスト教を含む諸宗教間の対話と協力を目指す運動のことを指すこともある。
エキュメニカル運動の根本的なアイディアは、全てのキリスト者が多くのことを共有しており、「共通の遺産がある」としていることである。例えば、聖書、恩寵の生活と諸徳、共通の祈りと他の霊的な恵みなどが挙げられる。

## 語の起原
日本語では、英語の形容詞化された「エキュメニカル（ecumenical）」が使われることが多い。「エキュメニスティ」の語源は「世界」(ギリシャ語「オイクーメネー οἰκουμένη )から派生した。オイクーメネーは「家」(ギリシャ語「οἶκος オイコス oikos)に由来する。神が創造された地に「産めよ、増えよ、地に満ちて」という祝福にそって世界的な広がりを形容する言葉「オイクーメニコス（ラテン語: oecūmenicus）」に派生した。
エキュメニカルは伝統的に、キリスト教の教会の総体、全体を指した。「世界」、「全地」と訳されることがある。伝統的な用法としては、また普遍公会議（全地公会）の原語も「エキュメニカル」が冠せられている。また、正教会では、教会の名目上の最高の地位にある主教を、エキュメニカル総主教（全地総主教）という。東西教会の分裂以後、正教会では、コンスタンティノープル総主教（コンスタンディヌーポリ総主教）がエキュメニカル総主教である。

## 歴史

### 発祥から展開
20世紀に起こった、プロテスタントを中心とするキリスト教の教会一致運動を、エキュメニカル運動、エキュメニズムといい、「世界教会一致運動」と訳される。この立場にたち、キリスト教の超教派による対話と和解、一致を目指す主義をエキュメニズム（世界教会主義）という。
20世紀になって盛んになったエキュメニズムは、1910年のエジンバラ世界宣教会議を源流とする。もともとプロテスタントにおいて始まったものだったが、現代のキリスト教における大きな潮流の一つとなっている。
エキュメニカル運動では、プロテスタントと正教会が加わる世界教会協議会(WCC) が長年取り組みを続け、カトリック教会も第2バチカン公会議（1962年 - 1965年）を経てこれに呼応し、近年では特に、カトリックとプロテスタントのルーテル教会、聖公会の取り組みが成果を挙げている。活動のレベルとしても、教派を越えた信徒レベルの対話や交流から、ローマ教皇やコンスタンディヌーポリ総主教、モスクワ総主教のような高位の聖職者・教役者を交えた教派間の対話まで様々な活動が世界各地で行われている。
第2バチカン公会議によれば、「エキュメニカル運動とは、教会の種々の必要と時宜に応じて、キリスト者の一致を促進するために奨励され組織される活動と企て」である。カトリック教会においては第2バチカン公会議以降、エキュメニズム運動が全教会規模で盛んになった。この公会議においてローマ教皇パウロ6世のもとで『エキュメニズムに関する教令』が布告されており、ここで教会の交わりを妨げている障害が取り除かれた後に、すべてのキリスト者は聖体の唯一の祭儀の中で、単一有一の教会の一致のうちに集められると述べている。また、パウロ6世は正教会のコンスタンディヌーポリ総主教アシナゴラスとともに、1054年以来続いていた東西教会の相互の破門宣告を取り消している（大シスマを参照）。カトリック教会ではプロテスタントのルーテル教会など諸教会との様々な対話や、宗教の枠を超えてイスラム教や仏教など世界の諸宗教との対話を行っている。ドイツの教会会議は、キリスト教を超えて、諸宗派、諸宗教が一致した多元的な「世界エートス」を目的としている。
神学的には、エキュメニズム活動の理由は「全ての人がキリストによって建てられた唯一の教会の成員として神と交わることです。主が『すべての人を一つにしてください』（ヨハネ17、20）と祈られた」から。そのため、エキュメニズムは、諸教会の努力の他に、祈りによる一致が最も大切だものであり、それは何よりも神からの賜物である意識が強い：「私たちの力だけで一致を『もたらす』ことはできません。それはただ聖霊の賜として頂くことができるのです。それゆえ、霊的エキュメニズム、つまり祈り、回心、そして生活の聖化こそが、エキュメニカルな出会いと運動の中心なのです」。
日本では日本基督教団がエキュメニズムに果たした役割が評価されている。また、『義認の教理に関する共同宣言』は、カトリック東京大司教区エキュメニズム担当委員から「世界エキュメニカル史上画期的出来事」と評価される。日本においては、カトリック教会とプロテスタント諸教派が協力して日本聖書協会から新共同訳聖書を出版し、またカトリック教会と日本聖公会は「主の祈り」の同一の日本語訳文を採用している。しかしながら、一部のプロテスタントの教派は、カトリック教会における聖人崇敬を批判したり、本来ならば神と神を信じるものとの間における個人的なダイアローグであるべき祈りが、カトリック教会において教会や聖職者にも一定の権威を認めていることなどを激しく批判しているプロテスタント教派もある。すなわち、聖書やキリスト教に関して深い知識と信仰がある聖職者といえども、あくまでも聖職者にすぎず神それ自体ではないため、解放の神学など社会派に対する態度のような聖職者が個人的に抱いている政治的・思想的態度が信徒や求道者の教会生活に影響を及ぼす事を懸念している。
カトリック教会の元教皇ベネディクト十六世によればエキュメニズムはカトリック信者にとっての最優先課題であると言い、次のようにその考えを示している：「キリストに従う全ての人々の一致を、完全に見える形で再建することを最優先課題にすることです」。

### 福音派における「超教派」
福音派にも「超教派」を掲げる動きがあるが、これは福音派プロテスタントの枠内にとどまる。福音派はプロテスタントをエキュメニカル派（リベラル派）と福音派（聖書信仰派）の二派に分類する。日本の福音派の団体である日本福音同盟は自由主義神学に対して福音主義、エキュメニカル派に対して福音派と定義し、WCC系のエキュメニカル派（日本基督教団等）は福音主義でないとしている。また福音派ではエキュメニカル派に対抗するパラチャーチの組織が成立している。

## 現況
教会の合同を目指して展開されてきたエキュメニズムであるが、エキュメニカル運動は一枚岩の運動ではなく、21世紀に入り様々な見解の差異の拡大が20世紀に引き続いてさらに顕在化し、場合によってはエキュメニカル運動が部分的には停滞したり、さらには「エキュメニズムの失敗」とまで評される局面も出てきている。

### 停滞
長年のエキュメニズムへの取り組みにも、停滞する多くの局面がある。
正教会は、世界教会協議会の最近の議題はプロテスタント内部の問題にのみ終始しているとして懸念を示し、総会を退席するなどしており、世界教会協議会に加盟する他教派とは同一の歩調をとっていない。
2010年現在、カトリック教会は正教徒とカトリック信徒が互いの教会で聖体拝領することを一定の枠内で許しているが、正教会は例外なく一切カトリック信徒の領聖を認めていないことに示されるように、2010年現在でも正教会とカトリック教会との距離が埋められている訳ではない。
カトリック教会は、プロテスタントとの対話を促進する一方、聖公会を含めたプロテスタントは使徒継承性をもたず、カトリックの聖体を受けることができないと確認するなど、運動の深化のなかで、自教派の独自性を再確認する動きも起こっている。カトリック教会のトップである教皇ベネディクト16世は、プロテスタントに対しては「『教会』と呼ぶことはできない」とし、東方正教会に対しては「まったき教会としては欠点がある」とした。
こうした動きを好感する保守派と、エキュメニカル運動に逆行するものと捉えるリベラル派が今日のエキュメニカル運動のなかには存在する。

### 失敗・分裂
21世紀にはいり、偶像崇拝、キリスト教と同性愛を巡る問題など、キリスト教内での見解の差異が深刻化していく中、エキュメニズムも大きな影響を受けている。
リベラル化する米国聖公会に対して、批判を鮮明にする保守派が分裂して北米聖公会を形成。アングリカン・コミュニオン全体に分裂が顕在化している。
リベラル化する英国国教会に対して不満を抱く保守派をバチカンが受け入れる意向を示したことに対し、英国国教会のカンタベリー大主教ローワン・ウィリアムズは懸念を表明。一部からは「エキュメニズムの失敗」とまで評される事態に陥っている。
エキュメニズムはキリスト教のカトリック化をすすめローマ教皇の至上権を押し付けるものだとする反発が正教会保守派などにもみられるが、2010年1月14日に教皇ベネディクト16世はアングリカン・コミュニオン諸教会の現状に不満を持つ人々を集団で受け入れる事を確認。これをエキュメニズム（教会一致）の「究極の目的」と述べた。
2010年には400万人以上の教会員を擁していたアメリカ福音ルター派教会 （ELCA）
でも保守派とリベラルの内部対立が起き、2010年8月、ついに分裂に至った。新組織結成に向けて「ルサランCORE」を準備組織として活動していた保守派はオハイオ州で8月26日・27日に開催された年次会議で、北米ルター派教会として発足することを決定。2018年現在、北米ルター派教会 （NALC） には約14万人の信徒と424の教会が属している。保守派の脱退によって、アメリカ福音ルター派教会の教会員数は2018年には340万人にまで減った。北米ルター派教会発足会議には、タンザニアの福音ルター派教会、エチオピアの福音ルター派教会ミケーネ・イエススの代表も出席、1100人以上が出席した。タンザニア、エチオピアの両派は合わせると信徒は530万人であり、ルター派世界連盟内ではそれぞれ2位、3位の規模をもつ。
このように、超教派のエキュメニズム以前に、各教派内・教派間における対立が、様々な見解の差異から発生しているのが世界の現状である。

### 枠組みの変化
超教派運動が進展するかしないかといった単純な次元の現象のみで説明出来ない場面が出ている。
モスクワ総主教キリル1世は近年の社会問題（世俗化、グローバリゼーション、伝統的道徳原理の衰退など）につき、ローマ教皇ベネディクト16世と正教会の主張が近い事を指摘（救世主ハリストス大聖堂での主教会議にて）、逆にプロテスタントとの差異の拡大に憂慮を示した。これは、世界教会協議会が当初プロテスタント・聖公会・正教会などを中心メンバーとしていた20世紀初頭と、2010年現在とでは、運動・議論の枠組みが変化してもいるのを示す事例である。
また、アメリカ合衆国におけるマンハッタン宣言では、保守的福音派、伝統主義カトリック、北米聖公会、正教会が協調した。このようにいわゆるリベラルとは呼ばれない保守的なグループが協調する場面もあり、これも「超教派」の運動・議論の枠組みの変化を示す好例となっている。